# Радошевац (тврђава)
Радошевац је стари град који се налази 12 km југозападно од Пирота. Данас има остатака утврђења.